# Моин, Марк Михайлович
Марк Михайлович Моин (10 мая 1903, Рыбинишки, Витебской губернии — 13 февраля 1969, Минск) — советский театральный актёр и режиссёр. Заслуженный артист Белорусской ССР (1940).

## Биография
Окончил Белорусскую драматическую студию в Москве (1926). Работал в Государственном еврейском театре БССР (1926—1949, в 1943 возглавлял фронтовую бригаду), в Белгосэстраде (1940—1956), с 1956 года — режиссёр Белорусской республиканской студии телевидения.

### Роли в театре
- «Овечий источник» Л. де Вега — Франдоса
- «Проделки Скапена» Мольера — Скапен
- «Трактирщица» К. Гольдони — Фабрицио
- «Ботвин» А. Вевьерко — Ботвин
- «Восстание в гетто» П. Маркиша — Гирш

## Семья
- Жена —   Юдифь Самойловна Арончик (1908—1993) — артистка Белорусского государственного еврейского театра (БелГОСЕТ), позже работала в других театрах Минска; заслуженная артистка Белорусской ССР (1938).
  - Сын — Виктор.

## Награды
- Орден «Знак Почёта» (20.06.1940) — за выдающиеся заслуги в деле развития белорусского театрального и музыкального искусства